# دولار زيمبابوي

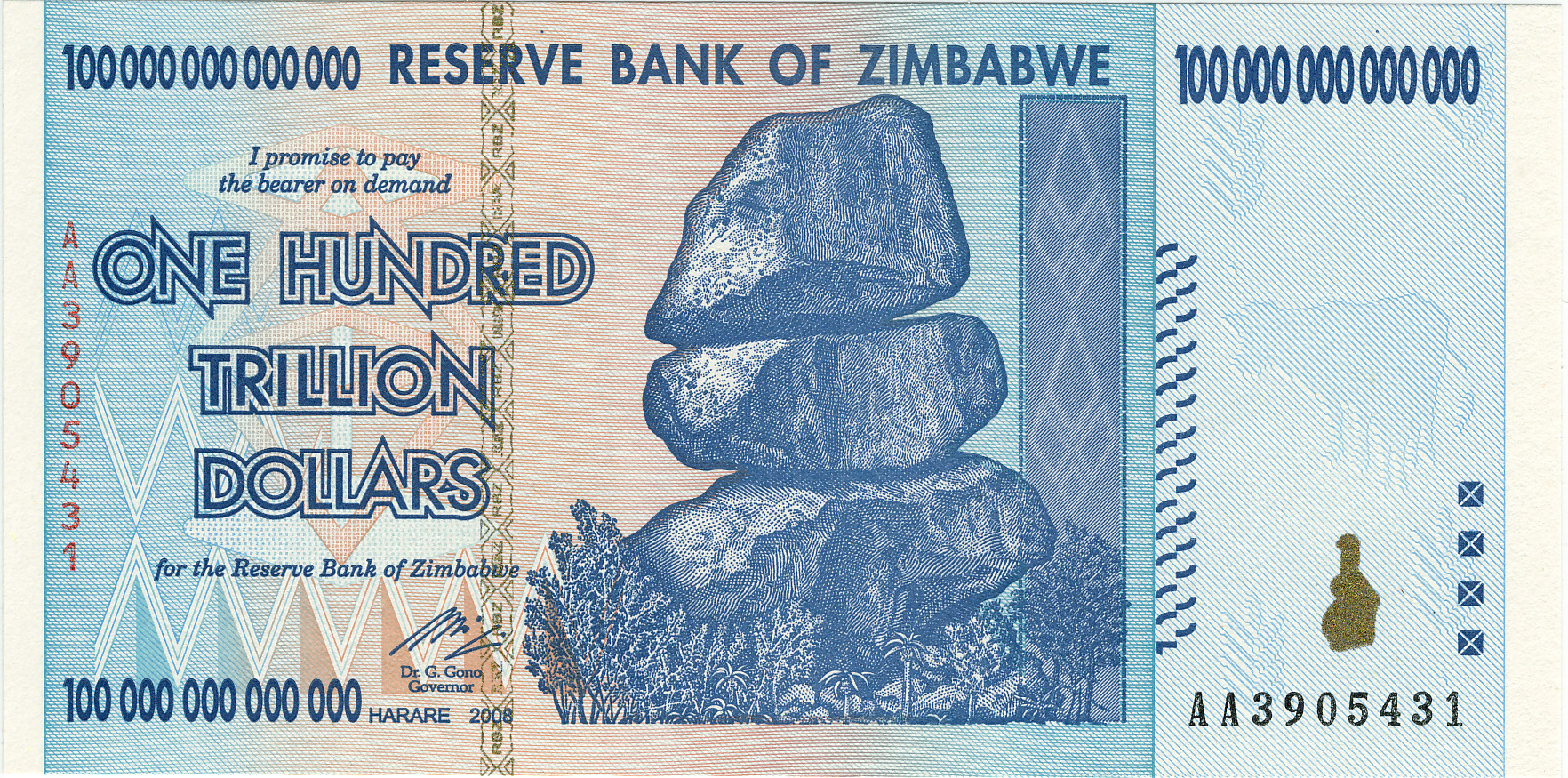
ورقة نقدية بـ100 ترليون دولار زيمبابوي

الدولار الزيمبابوي (ZWD) كانَ اسم أربعة عملات رسميَّة في زيمبابوي من عام 1980 إلى 12 أبريل 2009، وخلال ذلك الوقت كانت تخضع لفترات تضخم فوق المتوسط، تليها فترة تضخم مفرط. رمزه هو رمز الدولار $ أو Z$ لتمييزه عن العملات الأُخرى المقومة بالدولار. يقسم الدولار الزيمبابوي إلى 100 سنت.
تمَّ تقديم الدولار الزيمبابوي في عام 1980 ليحل محل الدولار الروديسي مباشرةً (الذي تمَّ تقديمه في عام 1970) بسعر يساوي (1: 1) بقيمة مماثلة للدولار الأمريكي. وبمرور الوقت أدَّى التضخم المفرط في زيمبابوي إلى خفض الدولار الزيمبابوي إلى واحد من أقل وحدات العملة من حيثُ القيمة في العالم، وتمَّت إعادة تقييمه ثلاث مرات (في 2006 و2008 و2009) وإصدار فئات تصل إلى 100 تريليون دولار. أنتج التقييم الأخير «الدولار الرابع» (ZWL) والذّي كانَ قيمته 10 25 زلوتي (دولار أول).
تمَّ التخلي فعليًا عن استخدام الدولار الزيمبابوي كعملة رسمية في 12 أبريل 2009، وتمَّ كشف النقاب عنها في عام 2015، معَ إمكانية سداد الحسابات المعلقة حتَّى 30 أبريل 2016. بعدما وصل سعر السنت الأميركي الواحد إلى 500 مليار دولار زيمبابوي عام 2008 وفي خضم الأزمة الاقتصاديَّة التي جعلت الدولار الزيمبابوي بلا قيمة، كانَ السكان مضطرون لحمل حقائب مليئة بالنقود من أجل التسوق وشراء احتياجاتهم الأساسية، وكانت الأسعار تتضاعف، ممَّا دفع بالحكومة لتعليق العمل بالعملة المحلية. وكان يتم استخدام عملات أُخرى بدلاً من الدولار الزيمبابوي منها الراند الجنوب أفريقي وبوتسوانا بولا والجنيه الإسترليني والروبية الهندية واليورو والين الياباني والدولار الأسترالي واليوان الصيني ودولار الولايات المتحدة.
في 24 يونيو 2019 ألغى بنك الاحتياطي الزيمبابوي نظام العملات المُتعدِّدة واستبدله بدولار زيمبابوي جديد على أساس الدولار RTGS.

## الأصل
كانَ الدولار الروديسي (سلف الدولار الزيمبابوي) يساوي بشكلٍ أساسي نصف قيمة الجنيه الإسترليني في وقتٍ اعتماده خِلال النظام العشري لعام 1970، وتمَّ استخدام ممارسة مماثلة في دول الكومنولث الأُخرى مثل جنوب إفريقيا وأستراليا ونيوزيلندا، وكان الدافع وراء اختيار الاسم هو حقيقة أنَ القيمة المخفضة للوحدة الجديدة ترتبط ارتباطًا وثيقًا بقيمة الدولار الأمريكي، أكثر من ارتباطها بالجنيه الإسترليني.

### التصميم
كانَ الرسم التوضيحي الرئيسيّ على وجَّه جميع الأوراق النقدية هو Chiremba Balancing Rocks في إبوورث هراري والذّي تمَّ استِخدامه كاستعارة توضح أهمية موازنة التنمية والحفاظ على البيئة الهشة. غالبًا ما يوضح الجانب العكسي من الأوراق النقدية بالدولار ثقافة أو معالم زيمبابوي.

## التاريخ

### التقديم الأول (ZWD)
تمَّ تقديم أول دولار زيمبابوي في عام 1980 وحل محل الدولار الروديسي على قدم المساواة. وكان رمز أيزو 4217 الأولي هو "ZWD"، وكان الدولار الزيمبابوي في وقتٍ طرحه يساوي أكثر من الدولار الأمريكيّ في سوق الصرف الرسمي، حيثُ أنَ 1 ZWD ‏= 1.47 دولار أمريكي، على الرغم من أنَ هذا لا يعكس القوَّة الشرائية الفعليَّة التي يحتفظ بها. ونتيجة لِذلك تآكلت قيمة العملة بسرعة في كلّ من الأسواق الرسميَّة والموازية على مر السنين، وبحلول يوليو 2006 انخفضت القيمة السوقية الموازية للدولار الزيمبابوي إلى 1،000،000 Z$ ‏= 1 جنيه إسترليني GBP.

### إعادة التسمية الأولى (ZWN)
في أكتوبر 2005 أعلن محافظ البنك الاحتياطي في زيمبابوي في ذلك الوقت الدكتور جدعون جونو أنَ زيمبابوي ستحصل على عملة جديدة في العام التالي، وسيتم إنتاج عملات ورقية وعملات معدنية جديدة، وفي أغسطس 2006 تمت إعادة تسمية الدولار الأول بالدولار الثاني بمعدل 1000 دولار أول إلى دولار واحد (1000: 1). وفي الوقت نفسه تمَّ تخفيض قيمة العملة مقابل الدولار الأمريكيّ من 101,000 دولار أول (101 أُعِيدَ تقييمها مرَّة واحدة) إلى 250 دولار ثاني، بانخفاض حوالي 60٪، ورمز للعملة الجديدة برمزZWN في ISO، لكنّ البنك الاحتياطي لم يتمكَّن من التعامل معَ تغيير العملة لِذلك ظل رمز العملة "ZWD". واكتملت عملية إعادة التقييم التي أطلق عليها جدعون جونو «عملية الشروق» في 21 آب / أغسطس 2006. وتُشير التقديرات إلى أنَّه لم يتم استرداد حوالي عشرة تريليونات دولار زيمبابوي قديم (22 ٪ من المعروض النقدي) خِلال هذه الفترة.
في العام التالي كشف بنك الاحتياطي الفيدراليّ عن إطلاق دولار جديد (ثالث) في 2 فبراير 2007، ومع ذلك استمر تجاوز معدل التضخم 1000٪ وتمَّ تخزين الأوراق النقدية. وخلال نفس الشهر أعلن بنك الاحتياطي في زمبابوي أنَ التضخم غير قانوني وحظر أي زيادة في أسعار بعض السلع بين 1 مارس و30 يونيو 2007. وأعتقل المسؤولون التنفيذيين لبعض الشركات في زيمبابوي بسببِ زيادة أسعار منتجاتهم،  وذكر الاقتصاديون أنَ «الفوضى قد بدأت في السيادة وأصبح الناس في القطاع العام مسعورون». في 6 سبتمبر 2007 تمَّ تخفيض قيمة الدولار الزيمبابوي مرَّة أُخرى بنسبة 92٪،  ممَّا أدَّى إلى إنشاء سعر صرف رسمي من 30.000 دولار زيمبابوي مقابل 1 دولار أمريكي، على الرغم من أنَ سعر الصرف في السوق السوداء قُدِّر بـ 600.000 لكل دولار أمريكيّ واحد.
ونظرًا لأنَّ سعر الصرف الرسميّ أصبح غير موثوق به أدخلت شركة رويترز سعر صرف نظري (ISO ZWN) كانَ يعتمد على تعادل القوَّة الشرائية بِاستخدام القائمة المزدوجة للشركات في بورصتي هراري (ZH) ولندن (LN).

### إعادة التسمية الثانيَّة (ZWR)

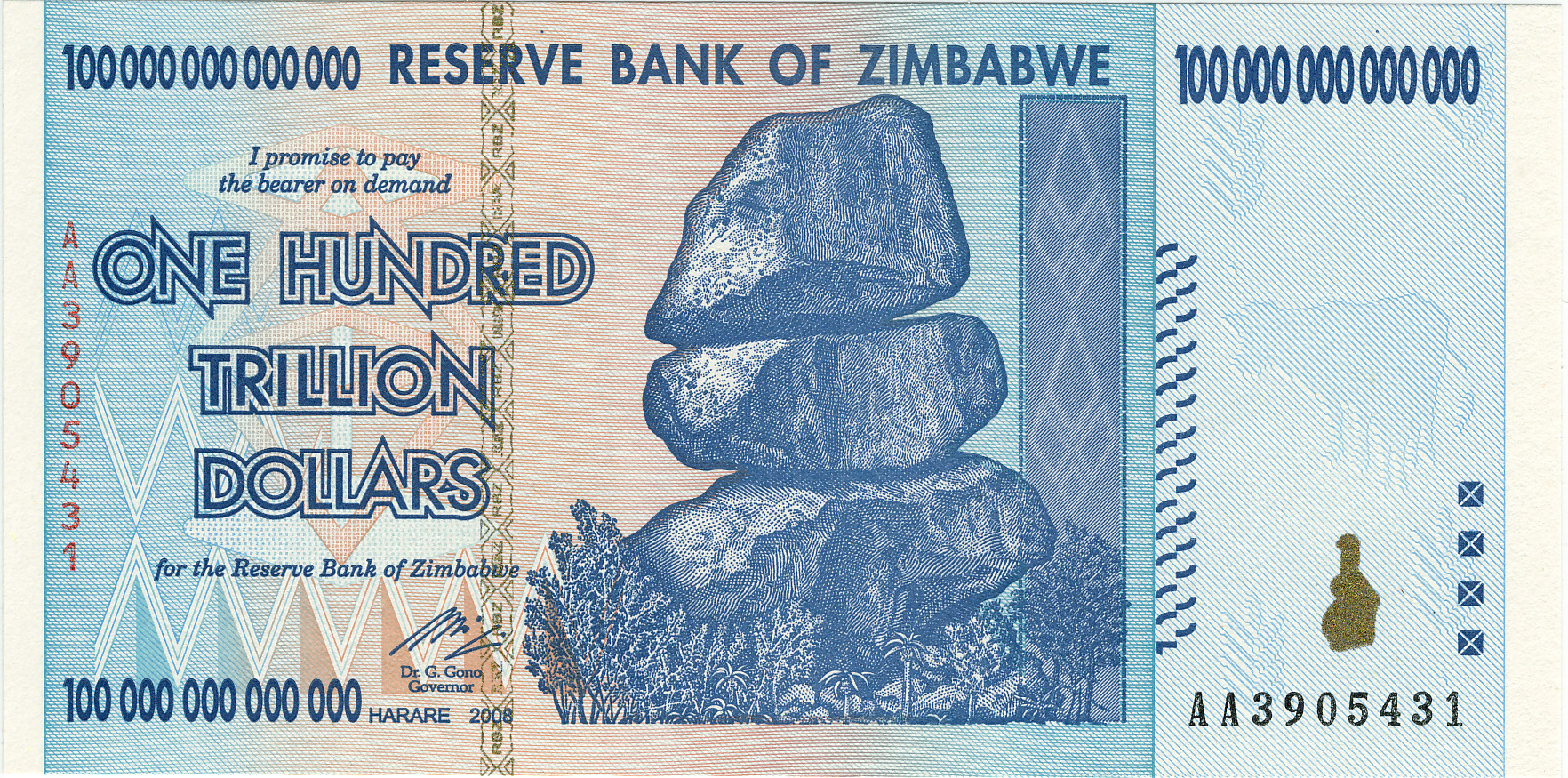
الأوراق النقدية 100 تريليون دولار زيمبابوي (10 ^{14} دولارًا)، تعادل 10 ^{27} دولارًا قبل 2006.

في 30 يوليو 2008 تمت إعادة تسمية الدولار ومنح رمز عملة جديد "ZWR". وفي 1 أغسطس 2008 كانت 10 مليار ZWN تساوي 1 ZWR. وتمَّ إصدار عملات معدنية بقيمة 5 و10 و25 وأوراق نقدية بقيمة 5 و10 و20 و100 و500 من العملة الجديدة ZWR،  وبسبب النقص النقدي المتكرر والدولار الزيمبابوي الذي لا قيمة لَهُ على ما يبدو، تمَّ تقنين العملة الأجنبيَّة فعليًا كعملة فعلية في 13 سبتمبر 2008 عبر برنامج خاص. وسمح هذا البَرنامج رسميًا لعدد من تجَّار التجزئة بقبول الأموال الأجنبية،  وقد عكس ذلك حقيقة دولرة الاقتصاد، حيثُ رفضَ العديد من أصحاب المتاجر قبول دولارات زيمبابوي وطلبوا دولارات أمريكيَّة أو راند جنوب أفريقيّ بدلاً منها. وأضطر بنك RBZ إلى طباعة عملات ورقية ذات قيم أعلى من أي وقتٍ مضى لمواكبة التضخم المتزايد، معَ ظهور عشرة أصفار بحلول نهاية عام 2008.

### إعادة التسمية الثالثة (ZWL)
في 2 فبراير 2009 أعلن بنك الاحتياطي الفيدراليّ (RBZ) أنَّه سيتم سحب 12 صفراً آخر من العملة، معَ استبدال 1،000،000،000،000 دولار زيمبابوي ثالث بدولار رابع جديد. وتمَّ تقديم الأوراق النقدية الجديدة بقيم اسمية هي 1 و5 و10 و20 و50 و100 و500. وتداولت الأوراق النقدية من الدولار الرابع إلى جانب الدولار الثالث، والذّي ظل كعملة قانونية حتَّى 30 يونيو 2009. وكان رمز عملة ISO الجديد هو ZWL.
ولم يتم القضاء على المشاكل واستمر الاقتِصَاد بالدولار بالكامل تقريبًا  وصرح وزير ماليَّة زيمبابوي تنداي بيتي في ميزانيته الأولى أنَ «موت الدولار الزيمبابوي هو حقيقة يجب أنَ نتعايش معها، وأنه منذُ أكتوبر 2008 أصبحت عملتنا الوطنيَّة تحتضر». وفي أواخر يناير 2009 أعلن وزير الماليَّة بالإنابة باتريك تشيناماسا أنَّه سيتم السماح لجميع الزيمبابويين بممارسة الأعمال التجاريَّة بأي عملة، كرد فعل لأزمة التضخم المفرط،  وفي 12 أبريل 2009 أفادت وسائل الإعلام أنَ وزير التخطيط الاقتصاديّ إلتون مانغوما أعلن تعليق العملة المحليَّة «لمدَّة عام على الأقل» ممَّا أدَّى فعليًا إلى إنهاء الدولار الرابع.

## سحب العملة

### تضخم مفرط
شهدت الإصدارات الأربعة من الدولار الزيمبابوي مُعدَّلات تضخم عالية، على الرغم من أنَ زيمبابوي لم تبدأ في مواجهة التضخم المفرط غير المُستدام حتَّى أوائل القرن الحادي والعشرين.
في 13 يوليو 2007 قالت حكومة زيمبابوي إنها أوقفت مؤقتًا نشر أرقام التضخم (الرسمية)، وهي خطوة قال المراقبون إنها تهدف إلى صرف الانتباه عن «التضخم الجامح الذي أصبح يرمز إلى الانهيار الاقتصاديّ غير المسبوق في البلاد». في عام 2008 تسارع معدل التضخم بشكلٍ كبير، وتجاوز معدل التضخم من معدل يناير 100,000٪  إلى معدل يقدر بأكثر من 1,000,000٪ بحلول مايو،  وما يقرب من 250،000،000٪ في يوليو. وارتبط هذا التضخم المفرط بخيار بنك الاحتياطي في زيمبابوي لزيادة المعروض النقدي.

### العرضُ النقدي (2006-2008)

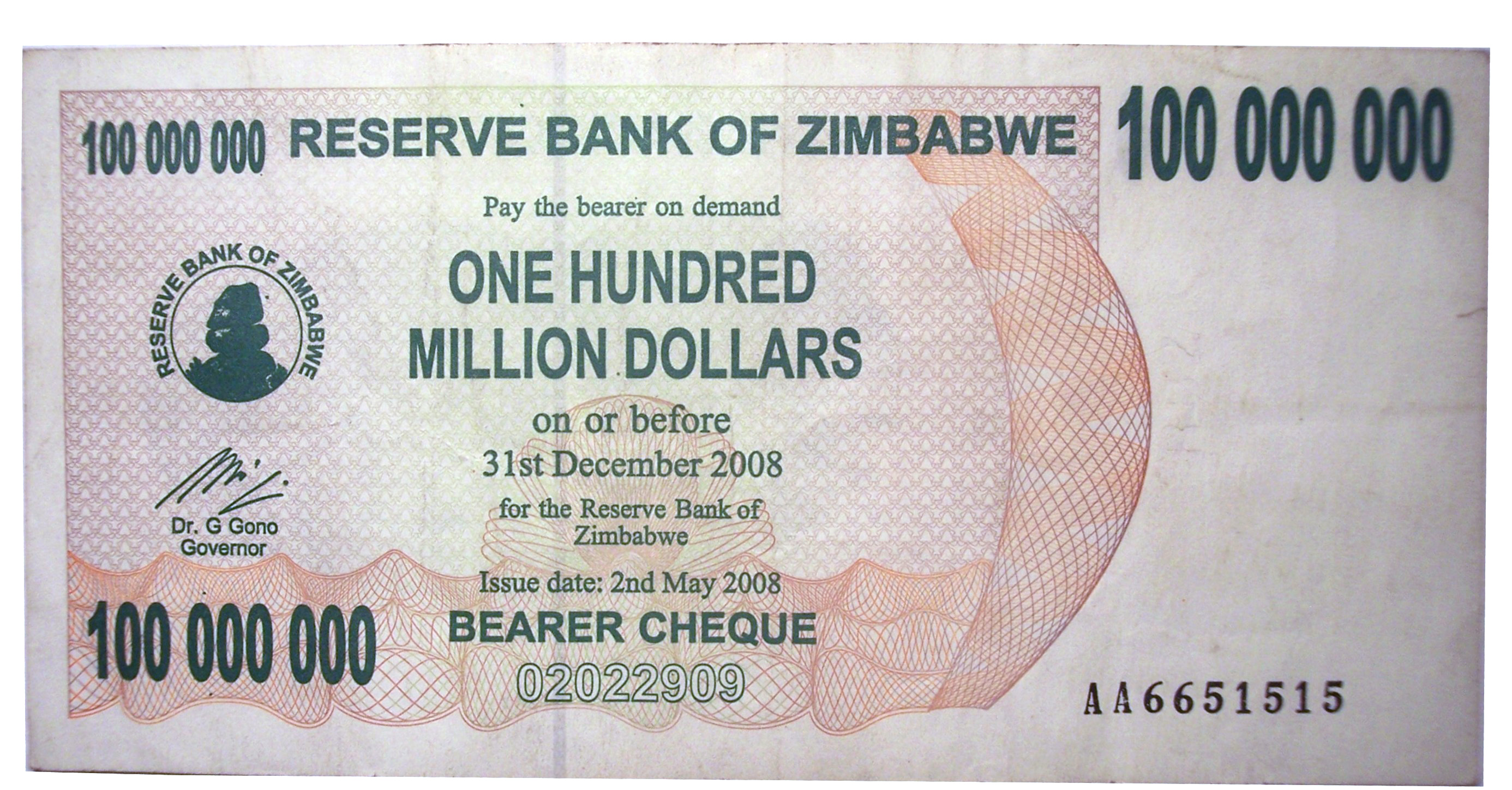
شيك لحامل السلسلة 2008 بمبلغ 100 مليون دولار زيمبابوي

استجاب بنك الاحتياطي الزيمبابوي للقيمة المتضائلة للدولار من خِلال الترتيب المتكرر لطباعة المزيد من الأوراق النقدية،  وفي كثير من الأحيان على حساب الموردين في الخارج.

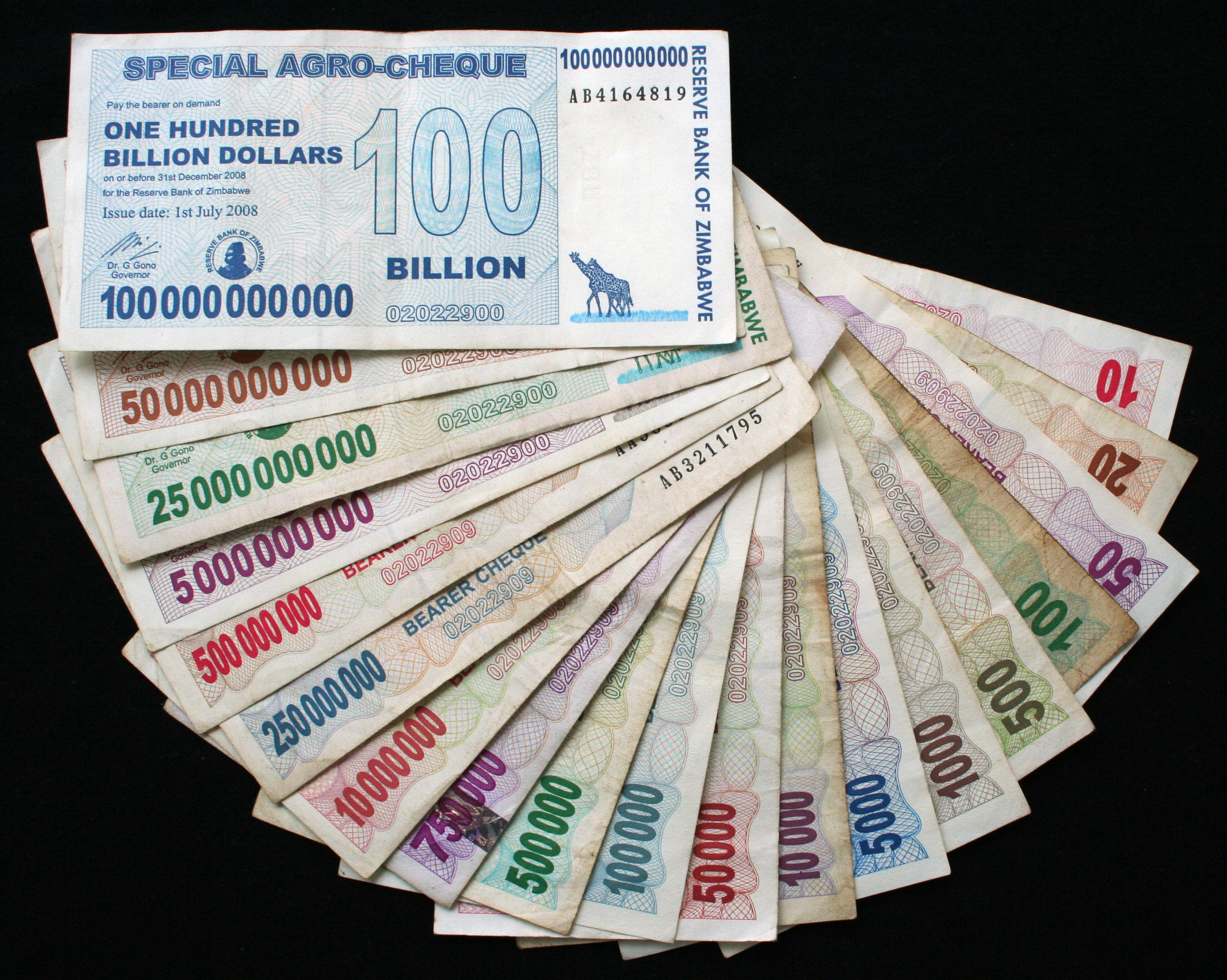
مجموعة مختارة من الشيكات الحاملة لبنك الاحتياطي في زيمبابوي المطبوعة بين يوليو 2007 إلى يوليو 2008 (انتهت صلاحيتها الآن) تتراوح ما بين 10 و100،000،000،000 Z$ والتي توضح معدل التضخم المفرط في زيمبابوي

في 1 مارس 2008 أفيد أنَ المُستندات التي حصلت عليها «صحيفة صنداي تايمز» أظهرت أنَ شركة ميونيخ جيسيك ديفرينت (G&D) كانت تتلقى أكثر من 500 ألف يورو (381،562 جنيهًا إسترلينيًا) في الأسبوع لتسليم أوراق نقدية تعادل 170 تريليون زد أسبوعيًا. وبحلول أواخر عام 2008 ارتفع التضخم بشكلٍ كبير لدرجة أنَ ماكينات الصرف الآلي أعطت «خطأ في تدفق البيانات» وأوقفت محاولة العملاء لسحب الأموال التي تحتوي على الكثير من الأصفار.
في يونيو 2008 أعلن المسؤولون الأمريكيّون أنَّهم لن يتخذوا أي إجراء ضدَّ جيسيك ديفرينت. وفي 1 يوليو 2008 قرَّر مجلس إدارة الشركة التوقف عن تسليم الأوراق النقدية إلى بنك الاحتياطي في زيمبابوي بأثر فوري، وجاء القرار ردا على «طلب رسمي» من الحكومة الألمانيَّة ودعوات لفرض عقوبات دولية من قبل الاتحاد الأوروبي والأمم المتحدة.

### إلغاء التداول
تمَّ تقنين استخدام العملات الأجنبيَّة في يناير 2009، ممَّا تسبب في استقرار الأسعار الاستهلاكيّة العامَّة مرَّة أُخرى بعدَ سنواتٍ من التضخم المفرط والمضاربة على الأسعار،  وأدت هذه الخطوة إلى انخفاض حاد في استخدام الدولار الزيمبابوي، حيثُ جعل التضخم المفرط حتَّى أعلى الفئات عديمة القيمة، وتمَّ التخلي عن الدولار الزيمبابوي فعليًا كعملة رسميَّة في 12 أبريل 2009، عندما أكد وزير التخطيط الاقتصاديّ إلتون مانجوما تعليق العملة الوطنيَّة لمدَّة عام على الأقل.
في 29 يناير 2014 أعلن البنك المركزي في زيمبابوي أعتماد الدولار الأمريكي، والراند الجنوب أفريقي، وبوتسوانا بولا، والجنيه الإسترليني، واليورو، والدولار الأسترالي، واليوان الصيني (الرنمينبي)، والروبية الهندية، والين الياباني كعملة قانونيَّة داخل البلاد.
في يونيو 2015 بدأَ بنك الاحتياطي في زيمبابوي بإضفاء الطابع الرسميّ على الدولار الزيمبابوي، ليقيم رسميًا العملة الورقية عند الصفر، من أجل إكمال التحول إلى الدولار الأمريكيّ بحلول نهاية سبتمبر 2015،  وصرحت حكومة زيمبابوي بأنَّها ستضيف 5 دولارات أمريكيَّة إلى حسابات بنكية محليّة بأرصدة تصل إلى 175 كوادريليون دولار زيمبابوي، وأنها ستستبدل الدولار الزيمبابوي بالدولار الأمريكيّ بمعدل 1 إلى 35 كوادريليون دولار زيمبابوي للحسابات ذات الأرصدة أكثر من 175 كوادريليون دولار زيمبابوي. وكان الهدف من هذه الخطوة هو استقرار الاقتِصَاد وإرساء دعامة اسمية ذات مصداقية في ظل ظروف تضخم منخفضة، وأدى التمرين إلى إغلاق القضية المعلقة بشأن الدولار الزيمبابوي، ممَّا يؤكد موقف الحكومة بأنَّ الوحدة المحليَّة لن تعود في أي وقتٍ قريب. وأكدت الحكومة أنَ عودة الدولار الزيمبابوي لن يتم النظر فيها إلَّا بعدَ تحقيق الأسس الاقتصاديَّة الرئيسية، مثل الإنتاجيَّة في القطاعات الرئيسية.

## عملات معدنية
في عام 1980 تمَّ تقديم العملات المعدنيّة بفئات 1 و5 و10 و20 و50 سنتًا، وسكت عملة 1 سنت في البرونز، وسكت العملات الأُخرى في النحاس والنيكل، وفي عام 1989 حل الفولاذ المطلي بالبرونز محل البرونز، وتمَّ تقديم عملة 2 دولار في عام 1997، وفي عام 2001 استبدل الفولاذ المطلي بالنيكل النيكل النحاسي بعملات 10 و20 و50 سنتًا، وتمَّ تقديم عملة معدنية ثنائية المعدن بخمسة دولارات. وأعلن بنك الاحتياطي في زيمبابوي عن خطط لعملات جديدة بقيمة 5000 و10000 زلاندي في يونيو 2005.
في بيان السياسة النقدية متوسط الأجل لعام 2014 قال بنك الاحتياطي الزيمبابوي (RBZ) إنه سيستورد عملات معدنية خاصة، تُعرف باسمِ عملات السندات الزيمبابوية، لتخفيف نقص التغيير في الاقتصاد. وسيتم تصنيف هذه العملات المعدنيّة الخاصّة مثل عملات 1980 الأصليَّة بـ 1 و5 و10 و20 و50 سنتًا، ولكنَّ سيكون لها قيم مساوية لسنت الولايات المتحدة، وسيكون هُناك أيضًا عملات راند جنوب أفريقيَّة بقيمة 10 سنتات و20 سنتًا و50 سنتًا وراند واحد و2 راند و5 راند. ولم يحدد بيان البنك متى أو من أين سيتم استيراد هذه العملات المعدنية، ولكنَّ تقريرًا لاحقًا في 26 نوفمبر 2014 أوضح أنَّه من المتوقع تسليم أكثر من 40 مليون دولار من هذه العملات في غضون الأسبوع المقبل من بريتوريا، وفي 18 ديسمبر 2014 تمَّ طرح فئات 1 و5 و10 و25 سنتًا أمريكيًا للتداول، وتبعت فئة 50 سنتًا أمريكيًا في مارس 2015، وتمَّ إصدار عملة سندات بقيمة دولار واحد في نوفمبر 2016.

## الأوراق النقدية والشيكات
أصدر بنك الاحتياطي الزيمبابوي الأوراق النقدية للدولار الزيمبابوي من 1980 إلى 2009، وكان يتم إصدار الأوراق النقدية العادية، ولكنَّ معَ تطور التضخم المفرط من عام 2003 أصدر بنك الاحتياطي شيكات سفر طارئة قصيرة العمر.

## تاريخ سعر الصرف
يوضح هذا الجدول التاريخ المكثف لسعر الصرف الأجنبي للدولار الزيمبابوي مقابل الدولار الأمريكيّ الواحد:
| التاريخ    | سعر الصرف |
| ---------- | --------- |
| 1983       | 1         |
| 1997       | 10        |
| 2000       | 100       |
| يونيو 2002 | 1,000     |
| مارس 2005  | 10,000    |
| يناير 2006 | 100,000   |
| يوليو 2006 | 500,000+  |

| التاريخ     | سعر الصرف |
| ----------- | --------- |
| أغسطس 2006  | 650       |
| سبتمبر 2006 | 1,000     |
| ديسمبر 2006 | 3,000     |
| يناير 2007  | 4,800     |
| فبراير 2007 | 7,500     |
| مارس 2007   | 26,000    |
| أبريل 2007  | 35,000    |
| مايو 2007   | 50,000    |
| يونيو 2007  | 400,000   |
| يوليو 2007  | 300,000   |
| أغسطس 2007  | 200,000   |

| التاريخ     | سعر الصرف             |
| ----------- | --------------------- |
| سبتمبر 2007 | 600,000               |
| أكتوبر 2007 | 1,000,000             |
| نوفمبر 2007 | 1,500,000             |
| ديسمبر 2007 | 4,000,000 [ملاحظة 1]  |
| يناير 2008  | 6,000,000             |
| فبراير 2008 | 16,000,000 [ملاحظة 2] |
| مارس 2008   | 70,000,000            |
| أبريل 2008  | 100,000,000           |
| مايو 2008   | 777,500,000           |
| يونيو 2008  | 40,928,000,000        |
| يوليو 2008  | 758,530,000,000       |

| التاريخ        | سعر الصرف       |
| -------------- | --------------- |
| أغسطس 2008     | 1,780           |
| سبتمبر 2008    | 590,000         |
| 7 أكتوبر 2008  | 2,300,000       |
| 14 أكتوبر 2008 | 10,700,000      |
| 21 أكتوبر 2008 | 1,220,000,000   |
| 28 أكتوبر 2008 | 251,000,000,000 |
| 8 نوفمبر 2008  | 669,000,000,000 |

ملاحظة 1 ^  بسببِ النقص في الأوراق النقدية في ديسمبر 2007، تحملت الأموال المحولة عبر أنظمة تحويل الأموال الإلكترونيَّة (EFTS) معدل أقساط يبلغ حوالي 4 ملايين دولار، في حين تباين معدل المُعاملات النقدية بحوالي 2 مليون دولار.
ملاحظة 2 ^  كانَ سعر الصرف للمبالغ الكبيرة 20،000،000.
مُعدَّلات الدولار الثالث أعلاه هي المعدل الضمني المُتبادل القديم (OMIR)، يختلف السعر النقدي بشكلٍ كبير عن المعدّلات المذكورة أعلاه، ويُوضح الجدول أدناه السعر النقدي لتاريخ الدولار الثالث:
| الشهر             | ZWR لكل دولار أمريكي |
| ----------------- | -------------------- |
| سبتمبر 2008       | 1,000                |
| أكتوبر 2008       | 90,000               |
| نوفمبر 2008       | 1,200,000            |
| منتصف ديسمبر 2008 | 60,000,000           |
| نهاية ديسمبر 2008 | 2,000,000,000        |
| منتصف يناير 2009  | 1,000,000,000,000    |
| 2 فبراير 2009     | 300,000,000,000,000  |

### الفترة الأولية لتخفيض قيمة العملة
انخفضت قيمة الدولار (ZWD) الأول من 0.6788 R$ إلى 1 دولار أمريكيّ في عام 1978، وإلى ما يقرب من نصف مليون لكل دولار أمريكيّ في عام 2006، عندما تمت إعادة تقييمٍ العملة.
أهم محطَّات الدولار الأول (ZWD)
- أبريل 1978 : الدولار الواحد يساوي 0.6788 دولار أمريكي.
- 1982: انخفاض قيمة ZWD بنسبة 16.5٪.
- 1983: انخفاض قيمة ZWD بنسبة 5٪ المعدل الموازي متغير للغاية.
- أغسطس 1983 إلى ديسمبر 1993: فرض ضريبة 20٪ على المدفوعات الصادرة.
- 1994: انخفاض قيمة ZWD بنسبة 17٪.
- 1995: الدولار يساوي 8.26 دولار أمريكي.
- 1996: الدولار يساوي 9.13 دولار أمريكي.
- 31 مارس 1999: تثبيت سعر الصرف الرسميّ عند ZWD 38 لكل دولار أمريكي، وعاد السوق الموازي إلى الظهور بحلول ديسمبر 1999.
- أغسطس 2000: ربط سعر الصرف الرسميّ بسعر ZWD 50 ثمَّ ZWD 51 وأخيراً بسعر ZWD 55 لكل دولار أمريكي، وكانت أسعار السوق السوداء الموازية أعلى بكثير، وفي نوفمبر تمَّ إغلاق مكاتب الصرف الأجنبي.
- يونيو 2001: أصبح السعر الرسميّ يخضع لمعدل الربط المتحرك [الإنجليزية].
- 2002: في يناير كانَ يساوي 380، و710 في يونيو و1400 في يوليو و1740 في أكتوبر و1400 في ديسمبر، وقد انتشرت السوق السوداء الموازية للنقد الأجنبي.
- 2003: في فبراير 2003 تمَّ إعادة ربط سعر الصرف الرسميّ عند 824 ZWD لكل دولار أمريكي.
- يناير 2004: أُقيمت مزادات العملة نصف الأُسبوعيَّة (يسيطر عليها بنك الاحتياطي الفيدرالي) لتحديد السعر الرسمي.
- 24 أغسطس 2005: أصبح الدولار الزيمبابوي أقل وحدة عملة من حيثُ القيمة حيثُ يساوي  في 30 ديسمبر 84.588 (رسمي) 96000 (موازي).
- نوفمبر 2005: تمَّ إيقاف مزادات العملة العادية وأعلن بنك الاحتياطي الفيدراليّ أنَ «عوامل السوق» ستتحكم في سعر الصرف.
- 24 يناير 2006: حدد بنك الاحتياطي الزيمبابوي (RBZ) التباين اليوميّ لسعر الصرف الرسميّ بناءً على حجم التداول، وإن ZWD قادر على التقلب (من متوسط سعره) في نطاق يومي: 0٪ (أقل من 5 مليون دولار أمريكي)؛ 1٪ (من 5 إلى 10 مليو دولار أمريكي)؛ 1.5٪ (10 إلى 15 مليون دولار أمريكي)؛ أو 2٪ (تتجاوز 15 مليون دولار أمريكي)، وأدى هذا إلى تجميد سعر الصرف الرسميّ بشكلٍ فعال.

### الفترة الثانيَّة من تخفيض قيمة العملة
في عملية إعادة تقييم العملة الأولى في 1 أغسطس 2006، تمَّ استبدال 1000 ZWD  مقابل دولار واحد (ZWN)، وفي العملية الثانيَّة بدأَ الدولار الثاني بسعر رسمي 250 وسعر مواز قدره 550 للدولار الأمريكي، وبحلول يوليو 2008 وصل سعر الصرف معَ الدولار الأمريكيّ (السعر الموازي) إلى 500 مليار مقابل دولار أمريكيّ واحد، ممَّا أدَّى إلى إعادة تسمية ثانية.
- 1 أغسطس 2006: البنك يعيد تقييمٍ الدولار حيثُ أصبح 1000 دولار ZIM قديم يساوي 1 دولار ZIM، وتمَّ ضبط سعر الصرف الرسميّ عند 250 دولار ZIM لكل دولار أمريكيّ واحد.[62]
- أبريل 2007:  تمَّ إدخال «سعر خاص» قدره 15000 ZWR مقابل كلّ دولار أمريكيّ في 26 أبريل 2007. سيتم تطبيق سعر الصرف المحسن على عمَّال المناجم والمُزارعين ومنظمي الرحلات السياحيّة والمنظّمات غير الحكوميَّة والسفارات والزيمبابويين الذين يعيشون في الخارج والذين يعيدون أرباحهم إلى الوطن وغيرهم ممن يدرون العملات الأجنبية. سيُطلب من المصدرين صرف الأموال في البنك المركزي للحصول على سعر أفضل.[63]
- 7 سبتمبر 2007: تغيير سعر الصرف الرسميّ إلى 30000.[64]

- ديسمبر 2007: بسببِ نقص الأوراق النقدية في ديسمبر 2007، تحملت الأموال المحولة عبر أنظمة تحويل الأموال الإلكترونيَّة (EFTS) معدل أقساط يبلغ حوالي 4 ملايين دولار، في حين تباين معدل المُعاملات النقدية بحوالي 2 مليون دولار.
- يناير 2008: يتم احتساب المعدل الضمني القديم المُتبادل (OMIR) بقسمة سعر بورصة زيمبابوي لسهم أولد ميوتشوال على سعر بورصة لندن لنفس السهم، ثمَّ يتم حساب معدل التبادل لسعر الدولار الأمريكي.[65]
- 6 مايو 2008: السماح بتعويم سعر الصرف الرسمي.[66][67][68]

#### استعادة بيانات السوق
في الأشهر الأخيرة التي سبقت إصلاحات البنك المركزي في زيمبابوي في 30 أبريل 2008، اعتمدت جميع موارد تحويل العملات الشائعة تقريبًا على السعر الرسميّ البالغ 30 ألف زلوتي إلى دولار أمريكيّ واحد للأرقام المنشورة، على الرغم من الاختلافات الشاسعة بين ذلك وأسعار السوق الحرة، وبحلول 23 مايو 2008، بدأت بلومبرج  وأواندا  في نشر مُعدَّلات عائمة استنادًا إلى سوق البنوك المحليَّة المنظَّمة رسميًا في زيمبابوي، في حين بدأت «ياهو المالية» في استخدام السعر الرسميّ المحدث في يوليو، وإن كانَ ذلك معَ تحول في الفاصلة العشرية بمقدار 6 أماكن. تعكس هذه المعدّلات المبلغ عنها عمومًا السعر الرسميّ كما هو موضح في الجدول أعلاه. سرعان ما بدأوا في الاختلاف، في المُبالغةِ في تقييمٍ الدولار الزيمبابوي، بشكلٍ كبير بشكلٍ متزايد مقارنة بالأسواق الأقل تنظيمًا مثل الأسواق الخارجيَّة أو النقد الورقي الذي يتم تداوله بحرية في شوارع هراري، والذّي انعكس أعلاه على أنَّه أسعار موازية.

### الفترة الثالثة لتخفيض قيمة العملة
في 1 أغسطس 2008، تمَّ إجراء إعادة تقييمٍ ثانية للعملة، حيثُ أصبح 10.000.000.000 دولار زيمبابوي ثاني (ZWN) يساوي دولارًا واحدًا (ZWR)‏. وفي 3 أكتوبر 2008 علق بنك الاحتياطي الزيمبابوي نظام التسوية الإجماليّة في الوقت الفعلي (RTGS) مؤقتًا، وأوقف التحويلات الإلكترونيَّة في السوق الموازية. ولكنَّ تمت إعادته في 13 نوفمبر 2008.
بعدَ تقديم الدولار الثالث في 1 أغسطس 2008 استمر في الانخفاض.
- 1 أغسطس 2008: قام البنك الاحتياطي بإعادة تقييمٍ الدولار مرَّة أخرى: 10 مليار ZWN (أو 10 تريليون ZWD) تُصبح 1 ZWR.
- أكتوبر 2008: تعليق التحويلات المصرفيَّة الإلكترونيَّة (RTGS) من قبل بنك الاحتياطي حيثُ لا يُمكن تحويل أي أموال بين البنوك، ممَّا يؤدي فعليًا إلى إجهاض الأسعار الموازية.
- نوفمبر 2008: رفع البنك الاحتياطي التعليق على نظام التسوية الإجماليّة في الوقت الحقيقي (RTGS) في 13 نوفمبر [74][75]

### الفترة الأخيرة لتخفيض قيمة العملة
في 2 فبراير 2009 تمت إعادة تسمية ثالثة للدولار الزيمبابوي حيثُ أزال بنك الاحتياطي الزيمبابوي 12 صفراً من العملة، معَ استبدال 1،000،000،000،000 دولار زيمبابوي ثالث (ZWR)،  بدولار واحد جديد (الرابع، ZWL)‏. لِذلك فإنَّ الدولار الرابع (ZWL) يُعادل 10,000,000,000,000,000,000,000,000، أو 1 × 10 25 أو 10 سبتيليون دولار أول (ZWD) أو 1 تريليون دولار ثالث (ZWR)، على الرغم من التخلي عن الدولار في 12 أبريل 2009، تمَّ الحفاظ على أسعار الصرف على فترات لعدة أشهر.
في 4 يونيو 2015 أعلن بنك الاحتياطي في زيمبابوي أنَّه سيبادل بعض الأوراق النقدية القديمة مقابل الدولار الأمريكي.